# Anua sublutea
Anua sublutea är en fjärilsart som beskrevs av George Thomas Bethune-Baker 1906. Anua sublutea ingår i släktet Anua och familjen nattflyn. Inga underarter finns listade i Catalogue of Life.